# Jan de Vries (Leichtathlet)
Jan Cornelius de Vries (* 2. März 1896 in Zwolle; † 19. April 1939 in Den Haag) war ein niederländischer Sprinter.
1920 schied er bei den  Olympischen Spielen in Antwerpen über 100 m und in der 4-mal-100-Meter-Staffel im Vorlauf aus. Im Fußballturnier kam er als Reservespieler nicht zum Einsatz.
Bei den Olympischen Spielen 1924 in Paris gewann er mit der niederländischen Mannschaft Bronze in der 4-mal-100-Meter-Staffel. Über 200 m scheiterte er in der ersten Runde.
1920 wurde er mit seiner persönlichen Bestzeit von 10,8 s nationaler Meister über 100 m.